# Micrantha mollita
Micrantha mollita är en fjärilsart som beskrevs av William Schaus 1911. Micrantha mollita ingår i släktet Micrantha och familjen nattflyn. Inga underarter finns listade i Catalogue of Life.